# Jean-Paul Laumond
Pour les articles homonymes, voir Laumond.
Jean-Paul Laumond, né le 23 août 1953 à Donzenac (Corrèze) et mort le 20 décembre 2021 à Paris, est un roboticien français, directeur de recherche au CNRS, membre de l'Académie des Sciences et de l'Académie des technologies,. 

## Biographie
Professeur de mathématique en lycées dès 1976, Jean-Paul Laumond a soutenu sa thèse en robotique à l'Université Paul-Sabatier de Toulouse en 1984 sur des méthodes de structuration de l’espace d’évolution d’un robot mobile.  Il a intégré le CNRS en 1985.  Il a effectué toute sa carrière au Laboratoire d'analyse et d'architecture des systèmes (LAAS)  jusqu’en février 2019, date à laquelle il rejoint l’unité mixte CNRS-INRIA-ENS UMR 8548 jusqu'à son décès en 2021.
Il a porté de nombreux projets de recherche portant sur la planification et le contrôle du mouvement des systèmes mécaniques et en particulier des robots humanoïdes.
Il a codirigé le laboratoire franco-japonais de robotique humanoïde CNRS-AIST JRL à Toulouse de 2005 à 2008.
Il est le cofondateur de la start-up Kineo-Cam qu'il a dirigée pendant deux ans et qui a reçu plusieurs prix d'innovation avant d'être rachetée par Siemens en 2012.
Il meurt le 20 décembre 2021,.

## Travaux scientifiques
Jean-Paul Laumond se définit comme un géomètre de la robotique. De formation mathématique, sa carrière est dominée par l’algorithmique de la planification de mouvement en robotique, un domaine scientifique dont il a contribué à jeter les bases. Roboticien, sa recherche porte sur la planification et le contrôle de mouvement des machines autonomes, et couvre des champs disciplinaires variés (théorie des graphes, géométrie algorithmique, commande non linéaire, commande optimale, géométrie différentielle, algorithmique probabiliste, neurosciences) appliqués à la robotique mobile et la robotique humanoïde.
Trois étapes structurent son activité à l’issue de sa thèse qui portait sur la structuration de l’espace d’un robot mobile par décomposition de graphes planaires.

### Systèmes non holonomes [1986-2000]
Alors que l’algorithmique de la planification de mouvement a émergé dans les années 1980, dominée par la géométrie algorithmique et la géométrie algébrique réelle, le domaine est renouvelé dans les années 1990 par la robotique mobile. En 1986 il publie le premier article introduisant le problème de la planification de mouvement pour systèmes non holonomes et jetant les premières bases de sa résolution: il y démontre la nécessaire fusion dans un même cadre théorique de la géométrie différentielle et de la géométrie algorithmique. La planification de mouvement pour robots non holonomes va dès lors devenir un thème de recherche très actif durant toutes les années 1990. Ses contributions ont été à la fois théoriques et pratiques : le robot Hilare a été le premier robot mobile manœuvrant une remorque de manière autonome. Ces résultats ont eu des retombées inattendues au début des années 2000 pour la simulation des convois de transport des composants de l’Airbus A380.

### Déménageur de piano [1996-2004]
Au début des années 1990, alors que les approches déterministes ne permettaient pas à faire face à la complexité combinatoire intrinsèque au problème dit du ‘déménageur de piano’, de nouveaux paradigmes de résolution apparaissent, en premier lieu dans les universités de Stanford et d’Utrecht. C’est le début des méthodes probabilistes. Il contribue au mouvement en collaboration avec son collègue T. Siméon, à la fois au plan théorique (introduction d’un mécanisme original de contrôle des méthodes d’échantillonnage aléatoire) et au plan pratique par le développement d’une plateforme logicielle générique, plateforme qui allait être valorisée en 2000 par la création de la start-up Kineo CAM. L’entreprise qu’il dirige à ses débuts développe et commercialise des composants logiciels dédiés à la planification de mouvement dans le domaine du PLM (Product Lifecycle Management), principalement dans les secteurs automobile et aéronautique. Elle est acquise en 2012 par Siemens.

### Systèmes anthropomorphes [2001-2021]
Après sa mise à disposition pour créer Kineo CAM, il reprend en 2003 son activité de recherche. Il débute alors un nouveau thème : la planification de mouvement pour acteurs digitaux. Les premiers résultats paraissent en 2003 (un avatar est capable de marcher tout en manipulant un objet encombrant et évitant les obstacles) dans la communauté du graphique,. Les premières relations se nouent en 2004 avec des chercheurs travaillant en robotique humanoïde à l’AIST au Japon. Ces premiers contacts sont à l’origine de l’activité robotique humanoïde au LAAS, de l’acquisition par le CNRS de la plateforme HRP2 et de la relocalisation du laboratoire international associé JRL qu’il co-dirige de 2005 à 2008. Les contributions scientifiques dans ce domaine ont trait à la prise en compte de la dynamique dans les algorithmes de planification de mouvement. Les thèmes des acteurs digitaux et des robots humanoïdes s’enrichissent rapidement au milieu des années 2000 aux études du mouvement anthropomorphe pris au sens large et englobant des problématiques propres aux neurosciences. Sa première contribution dans ce domaine a mis en évidence les caractéristiques non holonomes de la locomotion humaine. En 2014, il a proposé un nouveau paradigme (the Yoyo-Man), inspiré des neurosciences computationelles, pour le contrôle de la bipédie en robotique humanoïde.

## Colloques et ouvrages
- 13 et 14 novembre 2014 – International Workshop on « Dance Notations and Robot Motion », Toulouse,  Ce workshop pluridisciplinaire réunissait pour la première fois chercheurs en robotique, danseurs et chorégraphes[21]. Livre : https://www.springer.com/gp/book/9783319257372
- 19 et 20 novembre 2015 – International Workshop on « Geometric and Numerical Foundations of Movements », Toulouse.  Ce workshop pluridisciplinaire réunissait chercheurs en robotique, automaticiens et mathématiciens[22]. Livre : https://www.springer.com/gp/book/9783319515465
- 24 et 25 novembre 2016 – International Workshop on « Biomechanics of Anthropomorphic Systems », Toulouse.  Ce workshop pluridisciplinaire réunissait chercheurs en robotique, biomécanique et en contrôle moteur[23]. Livre : https://www.springer.com/us/book/9783319938691
- 30 novembre et 1er décembre 2017 – International Workshop on « Wording Robotics » à Toulouse.  Ce workshop pluridisciplinaire réunissait chercheurs en robotique, philosophie, linguistique, neuroscience et sociologie[24]. Livre : https://link.springer.com/book/10.1007/978-3-030-17974-8

## Distinctions
- Titulaire de la Chaire d'Innovation technologique Liliane-Bettencourt du Collège de France de 2011 à 2012 [25],[26].
- Il obtient une bourse du Conseil européen de la recherche pour son projet "Actanthrope : explorer les fondements calculatoires de l’action anthropomorphe"[27].
- Élu membre de l'Académie des technologies en janvier 2016[28] et à l'Académie des sciences en décembre 2017[29],[30].
- 2016 IEEE Inaba Technical Award for Innovation Leading to Production[31].